# Christine Beerli

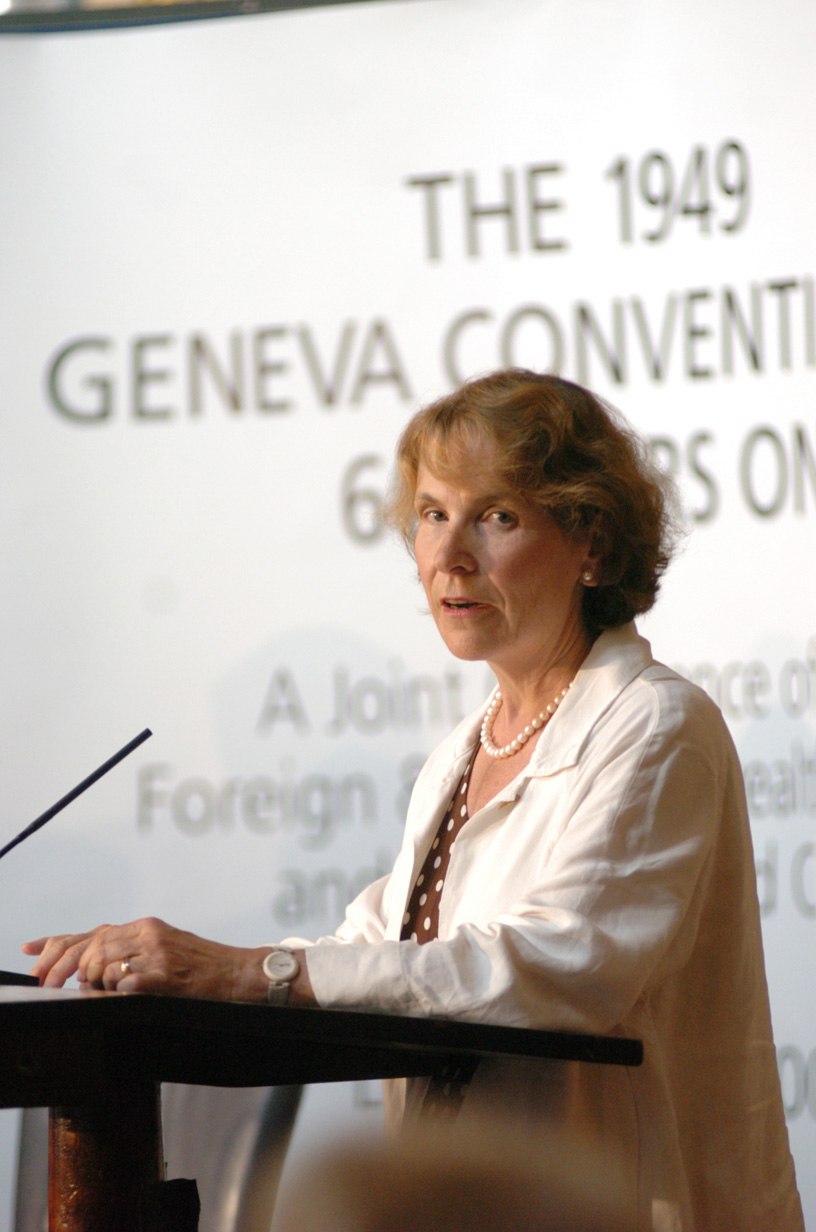
Christine Beerli (2009)

Christine Beerli (1992)

Christine Beerli-Kopp (* 26. März 1953 in Biel; heimatberechtigt in Biel und Thal) ist eine Schweizer Politikerin (FDP).
Sie gehörte von 1980 bis 1983 dem Stadtrat (Parlament) von Biel, von 1986 bis 1991 dem Grossen Rat des Kantons Bern und von 1991 bis 2003 dem Ständerat an. Bei den Bundesratswahlen 2003 unterlag sie Hans-Rudolf Merz.
Beerli ist Rechtsanwältin. Sie war ab 1998 Direktorin der Hochschule für Technik und Architektur Biel und von 2003 bis im Herbst 2007 Direktorin des Departements Technik und Informatik der Berner Fachhochschule. Seit dem 1. Januar 2008 ist sie eine von zwei Vizepräsidenten des Internationalen Komitees vom Roten Kreuz. Sie hat dabei diejenige der beiden Vizepräsidentenpositionen inne, die gemäss den IKRK-Statuten zeitlich unbefristet ist.
Daneben war sie von 1996 bis 2008 als Stiftungsratspräsidentin der Pro Juventute aktiv. Im Jahr 2006 übernahm sie die Präsidentschaft bei den Solothurner Filmtagen und im Institutsrat von Swissmedic.
2018 nahm Beerli an der Bilderberg-Konferenz teil.
Sie ist verheiratet.